# St. Mary of Graces Abbey
St. Mary of Graces Abbey (Beatae Mariae de Gratiis; Eastminster; New Abbey) ist eine ehemalige Zisterzienserabtei in London in England. Das Kloster lag rund 200 m nordöstlich des Tower of London.

## Geschichte
Das Kloster ist die jüngste mittelalterliche Gründung einer Zisterzienserabtei in England (deshalb der Name „New Abbey“). Es wurde 1350 von König Eduard III. gegründet und war ein Tochterkloster von Beaulieu Abbey. Damit gehörte es der Filiation von Kloster Cîteaux an. Das Kloster zählte neben dem Abt zunächst nur sechs Mönche. Die Kirche wurde um 1391 vollendet, während das Krankenhaus und das Abtshaus noch im Bau waren. Das Kloster entwickelte sich zu einem der wohlhabendsten auf den britischen Inseln; im Jahr 1535 wurde sein Jahreseinkommen auf 547 Pfund geschätzt. 1538 wurde das Kloster aufgelöst und seine Güter erhielt Sir Arthur Darcey. Die Kirche wurde bereits fünf Jahre nach der Auflösung abgebrochen. Am Ende des 16. Jahrhunderts war das Kloster zu einer Marineversorgungsbasis geworden. 1799 wurde es als Tabaklager genutzt. Im Jahr 1810 wurde das Gelände für die Errichtung der Königlichen Münze abgeräumt.

## Anlage und Bauten
Die Kirche lag im Norden der Anlage, die Klausur südlich davon. In jüngerer Zeit haben Ausgrabungen stattgefunden.